# Марцано-ди-Нола
Марцано-ди-Нола (итал. Marzano di Nola) — коммуна в Италии, располагается в регионе Кампания, в провинции Авеллино.
Население составляет 1607 человек, плотность населения составляет 402 чел./км². Занимает площадь 4 км². Почтовый индекс — 83020. Телефонный код — 081.
Покровителем населённого пункта считается святой мученик Трифон. Праздник ежегодно празднуется 10 ноября.